# Temlberg
Der Temlberg  ist ein 2331 m ü. A. hoher Berg im Toten Gebirge. Der beliebte Kletterberg ist durch seine Nordwand eine eindrucksvolle Berggestalt der Prielgruppe.

## Aufstieg
Markierte Anstiege:
- Weg 261 vom Temlbergsattel